# 耶律歐里斯
耶律欧里斯（?—?），又作耶律欧里思，表字留隐，耶律室鲁第二子。辽国（契丹）政治人物、軍人。
耶律欧里斯少年时补祗候郎君。开泰初年，为六院部司徒。任期满之后闲居，被徵召为郎君班详稳。历任右皮室详稳。開泰7年（1018年），统帅本部兵，跟随東平王萧排押伐高丽。辽军于茶、陀二河之間大败，只有欧里斯全师而回。被辽圣宗嘉赏。最終官至西南面招讨使。
　　